# Medaglia di lungo servizio nelle SS
La medaglia di lungo servizio nelle SS (in tedesco: SS-Dienstauszeichnung) fu un'onorificenza creata da Adolf Hitler il 30 gennaio 1938 per premiare quanti avessero prestato per lungo tempo servizio nelle SS.
I canoni per la ricezione della medaglia, prevedevano una buona condotta nel proprio operato, attività e soprattutto un certo numero di anni di militanza nelle SS. Per il calcolo dell'anzianità si faceva riferimento alla data di fondazione del corpo il 30 gennaio 1933.
La decorazione cessò di essere concessa con la fine del regime nazista in Germania nel 1945.

## Gradi
L'Onorificenza disponeva cinque gradi di benemerenza diversificati a seconda dell'anzianità:
- I classe - 25 anni di servizio
- II classe - 12 anni di servizio
- III classe - 8 anni di servizio
- IV classe - 4 anni di servizio

## Insegne
La medaglia era differenziata nelle forme e nei materiali a seconda della classe di anzianità: la medaglia di IV classe era composta da un tondo di ferro avente sul diritto una corona d'alloro al centro della quale si trovavano due Sieg Rune (Sowilo) affiancate. La medaglia di III classe' era composta da un tondo di bronzo avente sul diritto una svastica con al centro una corona d'alloro, al centro della quale si trovavano due Sieg Rune affiancate. La medaglia di II classe consisteva in una svastica d'argento con al centro una corona d'alloro, al centro della quale si trovavano due Sieg Rune affiancate. La medaglia di I classe era identica a quella di II classe ma era realizzata in oro. Il retro di tutte le medaglie era sempre piano per riportarvi inciso il numero di anni di servizio.
Il nastro era blu, sormontato dal simbolo delle SS in argento. Per identificare a livello di nastrini la classe di appartenenza ne veniva concesso uno a ogni nuovo passaggio di grado della medaglia. Sull'uniforme militare i nastrini dovevano essere portati tutti quanti affiancati di modo che si potesse identificare immediatamente il grado di anzianità dell'insignito.
| Medaglie           | Medaglie            | Medaglie            | Medaglie           | Medaglie |
| ------------------ | ------------------- | ------------------- | ------------------ | -------- |
|                    |                     |                     |                    |          |
| Nastri             |                     |                     |                    |          |
| 4 anni (IV classe) | 8 anni (III classe) | 12 anni (II classe) | 25 anni (I classe) |          |